# Палуба бурового судна
Палуба бурового судна — суцільне водонепроникне горизонтальне перекриття в корпусі або надбудові судна (плавзасобу) у вигляді підлоги. Палубу встановлюють на горизонтальній баржі самопідіймального устаткування, як платформу над корпусом напівзануреної структури і як попередньо змонтовану в заводських умовах секцію стаціонарної платформи, що розташована на опорному блоці решітчастого типу. На палубі розміщують палубні блоки, на бурових суднах — бурове обладнання й експлуатаційне устаткування.
Палуба надшахтна — на бурових суднах — майданчик на головній палубі під ротором бурової вежі. На самопідіймальних бурових устаткуваннях шахти свердловин забезпечені гирловим обладнанням і комплектом противикидних превенторів; на напівзанурених бурових устаткуваннях у шахтах розташовуються натяги напрямних тросів і верхня частина водовіддільної колони.
Палуба неслизька — палуба з розпиленим на ній і на помості шельфових устаткувань покриттям, що запобігає ковзанню під час сильного вітру, зледеніння, дощу та розливу нафти.

## Дивись також
- Палуба